# 風之教會

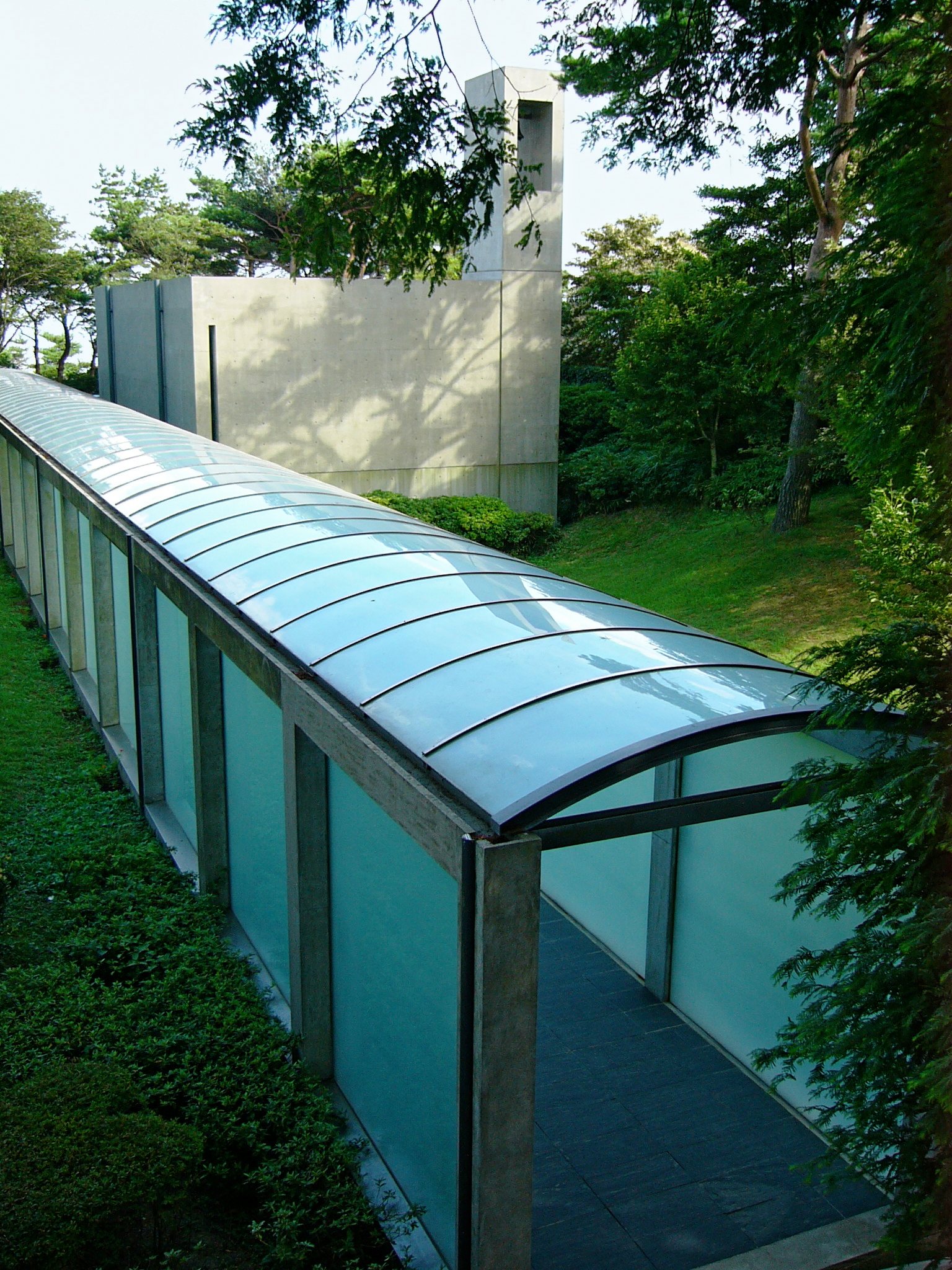
教堂外貌

風之教會是在兵庫縣神戶市灘區六甲山上的教堂。在當地也被稱之為六甲教會。竣工於1986年，設計者是多年後（1996年）獲得國際教會建築獎的安藤忠雄。
位於六甲山山腰六甲東風旅館的庭園內。在善用材料的簡樸建築中，延伸至教堂的柱廊是玻璃，而堂內的十字架則採用了RC框架。教堂的最後面有小風琴，在清水混凝土的小教堂之內，也會有很強的回音。

## 參訪事宜
以前雖然可以自由參訪，但由於六甲東風旅館以2007年6月15日為期限終止營業，因而暫時無法參訪。伴隨著旅館的將來，教會今後的去向也為人關注。

## 建築概要
- 設計 - 安藤忠雄
- 竣工 - 1986年
- 構造 - RC
- 得獎 - 1987年度 每日藝術獎

## 所在地
- 兵庫縣神戶市灘區六甲山町西谷山1878

## 相關連結
- 六甲東風旅館

34°45′23″N 135°14′44″E / 34.75639°N 135.24556°E